# Frombork
Frombork (polsky Frombork, německy Frauenburg) je přímořské město u Viselské laguny v severním Polsku ve Varmijsko-mazurském vojvodství v okrese Braniewo. Leží ve Varmijské nížině (polsky Równina Warmińska), v historické Varmii (polsky Warmia), na severním úpatí Elblonské vysočiny (polsky Wysoczyzna Elbląska). Frombork je malé město, ve kterém žije pouze přibližně 2 000 obyvatel, má ale značný historický význam a je považován za klenot Varmie.

## Historie

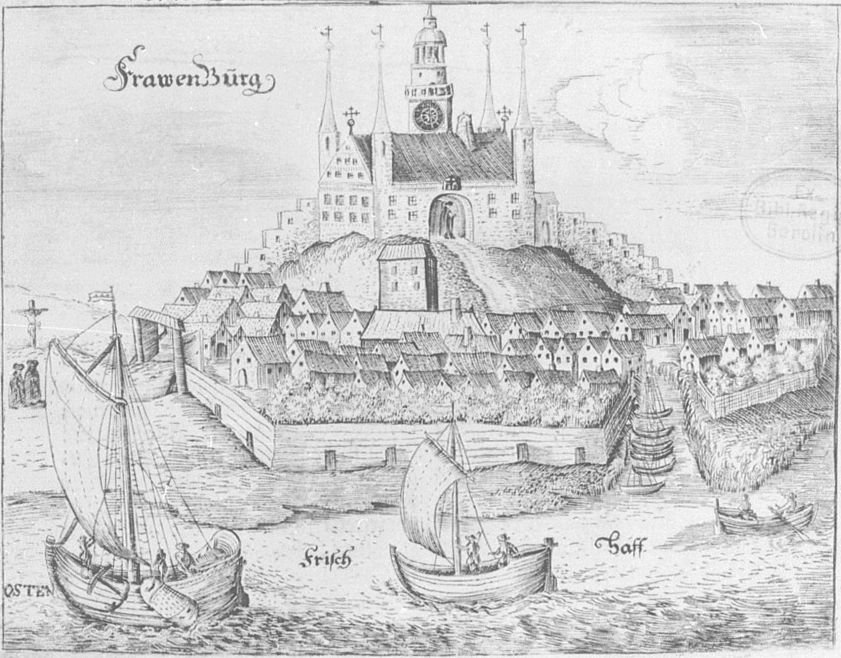
Obrázek Fromborku z roku 1684

První písemné prameny uvádějí formující se městečko k roku 1278. Když byla po povstání pohanských Prusů v roce 1275 spálena katedrála v nedalekém Braniewu, rozhodl varmijský biskup Henryk Fleming o přenesení  kapituly do Fromborku a vybudování katedrály. Tehdy zde vznikly dvě samostatné sídelní jednotky: katedrální komplex na pahorku a městečko u pobřeží Viselské laguny. Tyto dvě jednotky byly administrativně spojeny až v roce 1926. Název města pochází od patronky katedrály, Panny Marie, latinsky Castrum Dominae Nostrae, česky Hrad naší Paní, německy Frauenburg, z čehož vzniklo polské Frombork.
Město bylo nejprve ve vlastnictví varmijských biskupů, od roku 1320 patřilo varmijské kapitule. V roce 1310 byl Frombork lokován dle práva lübeckého. Roku 1466 po Druhém toruňském míru se stala Varmie autonomní součástí Polského království pod správou varmijského biskupa a kapituly. Zpočátku byl hlavním způsobem obživy zdejších obyvatel rybolov a zemědělství. Později vznikaly řemeslnické dílny, které sloužily především kapitule. Od středověku jsou ve Fromborku doložené cechy krejčovské, pekařské, pivovarnické a rybářská sdružení.
V letech 1510–1543 ve Fromborku žil a pracoval astronom Mikuláš Koperník, který byl kanovníkem varmijské kapituly. Zde konal svá astronomická pozorování a vypracoval také epochální dílo De revolutionibus orbium coelestium (O obězích nebeských sfér), ve kterém podal nezvratné důkazy pro heliocentrickou soustavu. V katedrále byl také pochován. Roku 1772, po prvním dělení Polska se město dostalo pod nadvládu Pruska. K Polsku se vrátilo až v roce 1945. Z důvodu značného zničení ve druhé světové válce ztratil Frombork městská práva, která získal znovu až v roce 1959.
Hlavním zdrojem příjmů obyvatel je turistika. Ve zdejší katedrále se od r. 1967 každé léto, vždy v srpnu, koná mezinárodní festival varhanní hudby.

## Památky

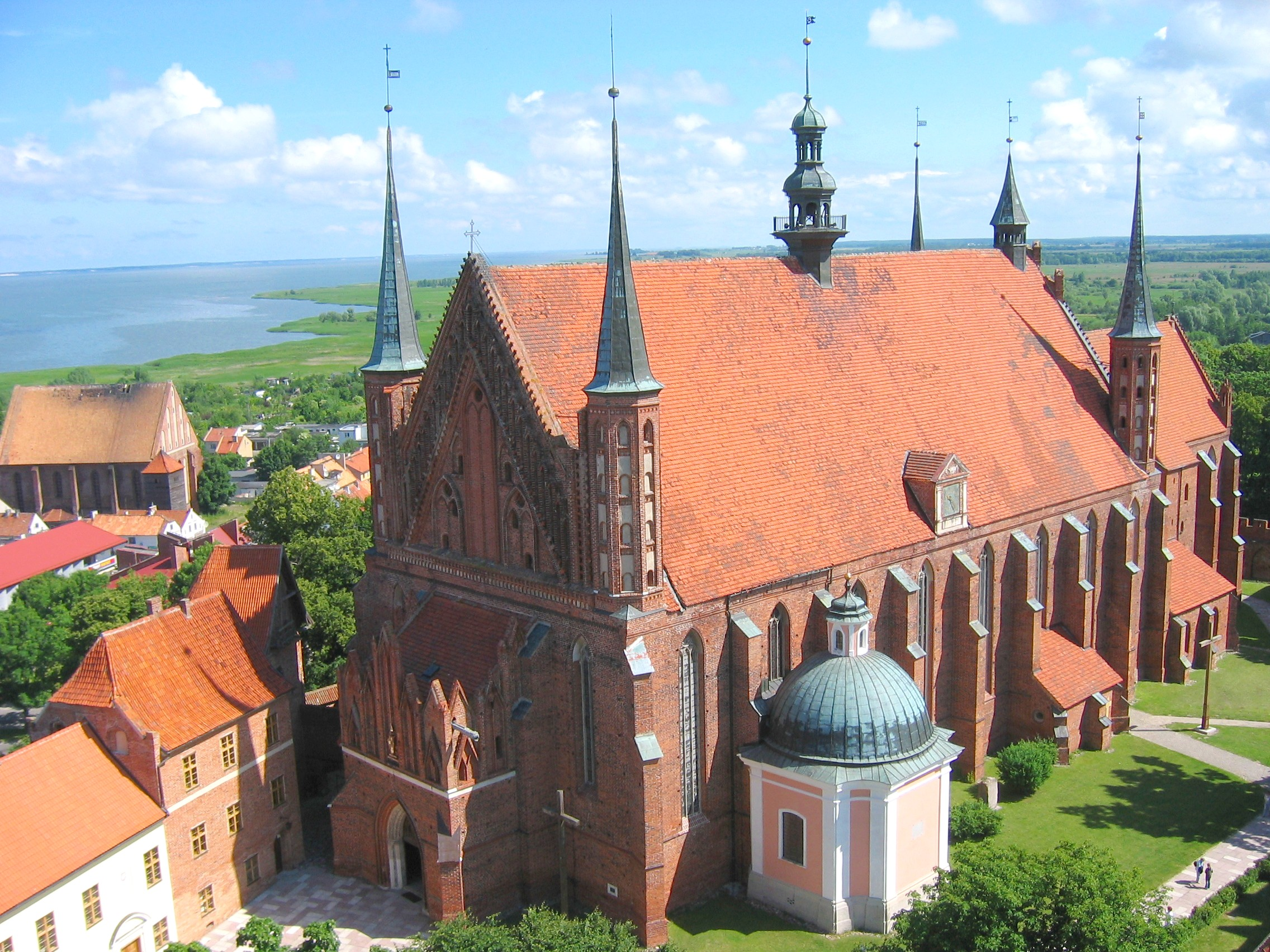
Katedrála Nanebevzetí Panny Marie a svatého Ondřeje ve Fromborku

- Katedrální komplex na pahorku skládající se z katedrály a jejího opevnění s okolními kanovnickými domy
- Katedrála Nanebevzetí Panny Marie a sv. Ondřeje (14. století)
- Věž Radziejowského, v níž se nachází Foucaultovo kyvadlo
- Koperníkova věž s jeho soukromou observatoří
- Muzeum Mikuláše Koperníka
- 6 kanovnických domů vně opevnění (17.–18. století)
- Nový biskupský palác
- Bývalý farní kostel svatého Mikuláše
- Bývalý špitální komplex sv. Ducha s kaplí sv. Anny
- Bašta lodníků (15. století)
- Vodovodní věž (16. století, přestavěna v 17.–18. století)
- Vodní kanál (15. století)

## Současnost
Městem prochází trať lokální železnice, která však v současnosti není v provozu. Je zde přístav osobní lodní dopravy (do Krynice Morské), jachetní a rybářský přístav.